# Fotogrammetrická kamera

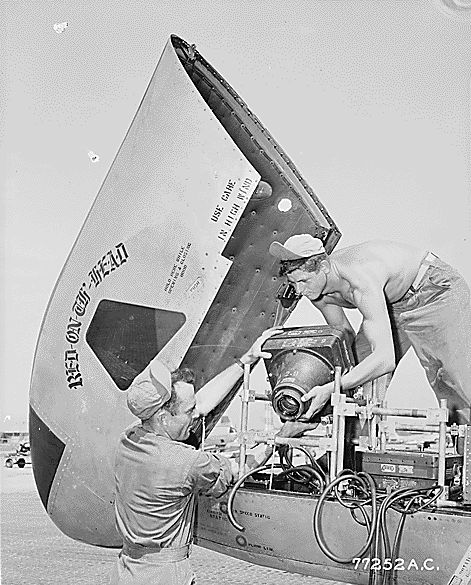
Letecká fotogrammetrická kamera

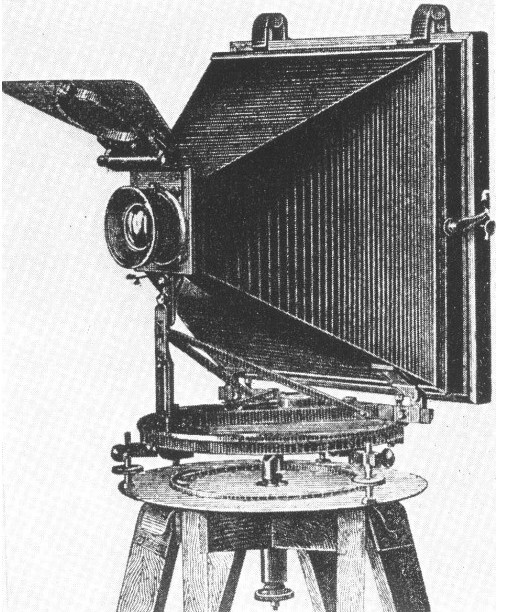
Meydenbauerova kamera vynalezená v roce 1872

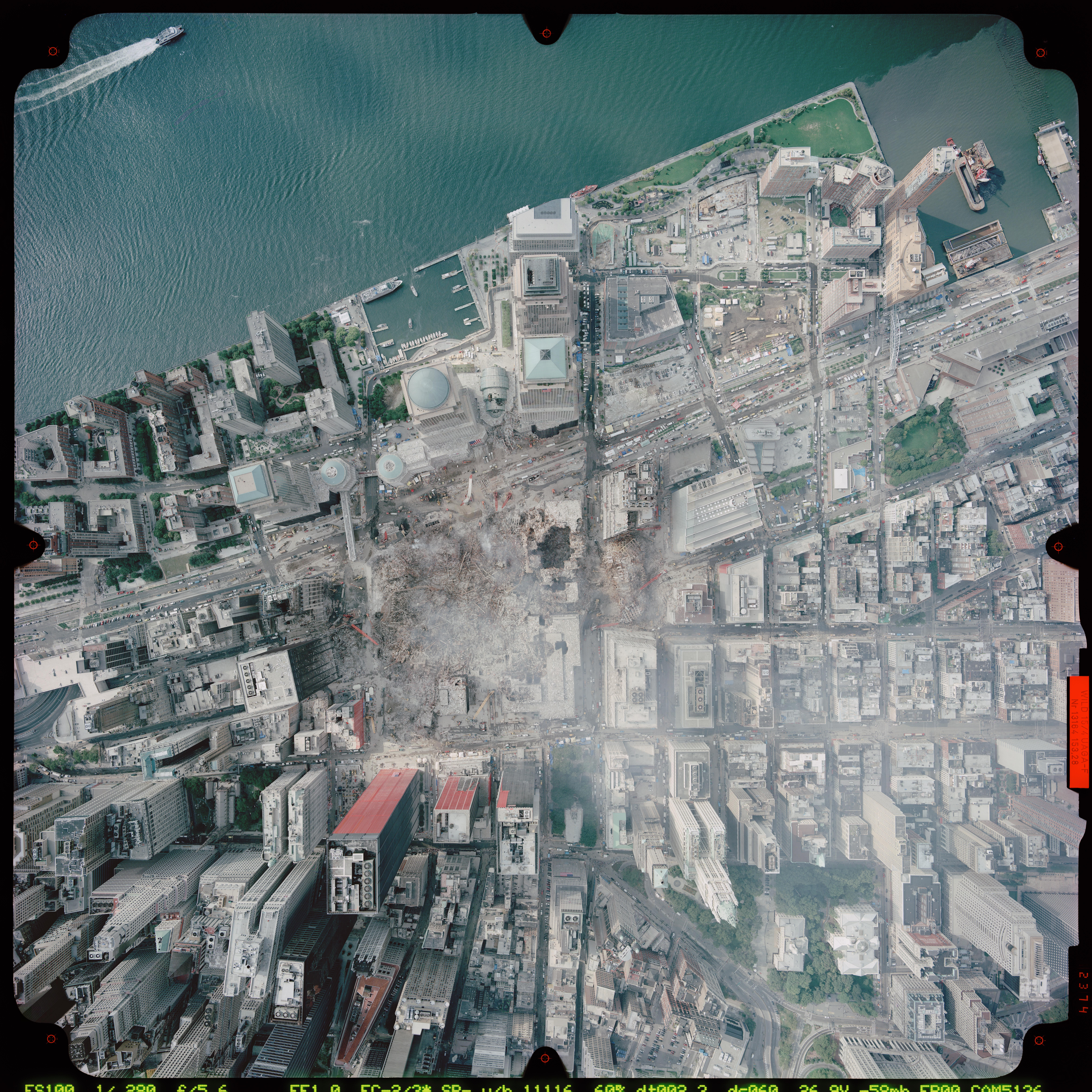
Pohled na zbořené Světové obchodní centrum z kamery Leica LH Systems RC30

Fotogrammetrická kamera (též měřická kamera) je fotoaparát určený pro pořízení měřických snímků pro fotogrammetrické zpracování.

## Popis
Jedná se o speciálně vyrobenou nebo upravenou fotografickou kameru, kde je použit objektiv s minimálním zkreslením. Dále jsou přesně určeny prvky vnitřní orientace kamery, to jest ohnisková vzdálenost a přesná poloha hlavního bodu snímku. Ohnisková vzdálenost je určena pro každou kameru samostatně kalibrací. Protože se zaostřováním objektivu ohnisková vzdálenost mění, je u fotogrammetrických kamer používán buď fix-fokus objektiv nebo zaostřování po krocích, kdy pro jednotlivé kroky zaostření je přesně změřen přírůstek ohniskové vzdálenosti. Hlavní bod snímku je určen jako průsečík rámových značek, které jsou zaznamenány na měřickém snímku.

## Využití
Používá se ve fotogrammetrii a dálkovém průzkumu Země v následujících oborech:
- mapování,
- zhotovení ortofotomap,
- k vyhodnocení tvarů a rozměrů v oborech lékařství, archeologie, strojírenství apod.,
- v architektuře a památkové péči pro zhotovení půdorysů a pohledů a další dokumentace památkových areálů, objektů i předmětů,
- k určování kubatur v lomech.

Stejně, jako fotogrammetrické metody, se dělí i fotogrammetrické kamery na kamery pro pozemní a leteckou fotogrammetrii. Typickým příkladem kamery pro pozemní fotogrammetrii je VEB Carl Zeiss Jena UMK 10/1318; typickým příkladem letecké fotogrammetrické kamery je Leica RC30.

## Typy

### Klasický fotoaparát
Analogové kamery používají nebo používaly velkoformátové skleněné desky nebo ploché filmy, zpravidla 9 x 12 až 13 x 18 cm nebo kazetu na svitkový film šířky 24 cm. Klasické analogové letecké kamery mají velikost negativu 23 x 23 cm a dosahují délky filmu až 152 m. V České republice byly používány letecké kamery Wild a Zeiss. Pro pozemní fotogrammetrii byly nejrozšířenější měřické kamery VEB Carl Zeiss Jena Photheo 19/1318, UMK 10/1318 a SMK 05/0808. Dále se používaly a používají měřické kamery středního a malého formátu značek Rollei, Hasselblad nebo Elcovision.

### Digitální fotoaparát
Digitální měřické kamery namísto klasického filmu používají CCD čip. Jiný typ - řádkový senzor - používají firmy Jena-Optronic (JAS) a Leica Geosystems (ADS40). Díky tomu je možné dosáhnout s menšími senzory, prakticky identický obraz stejného pokrytí analogových kamer. Přesnost digitálních leteckých kamer je o něco lepší.

### Fototeodolit
Pokud je k měřické kameře připojen i teodolit, přístroj se nazývá fotofeodolit. V České republice se používaly fototeodolity VEB Carl Zeiss Jena Photheo 19/1318 a UMK 10/1318. 

## Výrobci
Nejznámější výrobce fotogrammetrických kamer jsou společnosti 
- Intergraph (Z/I Imaging, dříve Carl Zeiss),
- Leica Geosystems[2] (dříve firmy Wild Heerbrugg a Kern, Švýcarsko),
- Jena-Optronic GmbH (dříve Carl Zeiss Jena, společnost Carl Zeiss (Německo),
- Microsoft (UltraCAM), dříve Vexcel Imaging (Rakousko),
- Kodak,
- Hasselblad - měřické kamery MKWE (na základě kamer SWC),
- PhaseOne Industrial,
- Riegl,
- Applanix.

## Další
Vynález analytického plotteru, který zkonstruoval Uno Vilho Helava v šedesátých letech, umožňuje využít pro fotogrammetrické zpracování i snímky z neměřických kamer.